# La Cucha
La Cucha är en ort i Mexiko.   Den ligger i kommunen Tacámbaro och delstaten Michoacán de Ocampo, i den södra delen av landet, 260 km väster om huvudstaden Mexico City. La Cucha ligger 2 069 meter över havet och antalet invånare är 125.
Terrängen runt La Cucha är kuperad. Runt La Cucha är det ganska glesbefolkat, med 25 invånare per kvadratkilometer. Närmaste större samhälle är Tacámbaro de Codallos, 14,9 km öster om La Cucha. I omgivningarna runt La Cucha växer huvudsakligen savannskog.